# Salute of the Jugger
Salute of the Jugger is een Australisch-Amerikaanse sciencefictionfilm uit 1989 van regisseur David Peoples.

## Verhaal
In een verschroeide toekomst vechten de weinige overlevenden voor hun bestaan. Het enige vermaak is een keihard spel waarbij twee teams vechten om een hondenschedel, die op een staak achter de linie van de tegenstander moet worden geprikt. Sallow is de aanvoerder van zo'n team. Met zijn medespelers trekken ze door afgelegen gehuchten op zoek naar tegenstanders. Maar wanneer ze de ambitieuze Kidda ontmoeten, wordt de rest van het team aangestoken door haar eerzucht. Tegen de zin van Sallow gaan ze op weg naar de enige overgebleven stad, om te proberen een plekje in de topklasse te veroveren.

## Rolbezetting
Hoofdrollen
| Acteur            | Personage  |
| ----------------- | ---------- |
| Rutger Hauer      | Sallow     |
| Joan Chen         | Kidda      |
| Delroy Lindo      | Mbulu      |
| Vincent d'Onofrio | Gar        |
| Anna Katarina     | Big Cimber |
| Gandhi MacIntyre  | Gandhi     |
| Justin Monjo      | Dog Boy    |
| Max Fairchild     | Gonzo      |
| Lia Francisa      | Mara       |
| Richard Norton    | Bone       |